# Souhvězdí Orionu
Orion (latinsky: Orion, gen. Orionis, zkr. Ori) je souhvězdí na nebeském rovníku, díky čemuž je alespoň jeho část viditelná z celého světa. Orion je rozlohou 26. největší souhvězdí noční oblohy. Ačkoliv se větší část jeho území nachází na severní polokouli, pět ze sedmi nejjasnějších hvězd, jež tvoří nezaměnitelný tvar písmene X, má v rovníkových souřadnicích zápornou deklinaci. Leží mezi souhvězdími Blíženců, Býka, Eridanu, Zajíce a Jednorožce. Patří mezi 48 souhvězdí, která katalogizoval řecký astronom Ptolemaios.
Nejlepší pozorovací podmínky jsou v prosinci a lednu, kdy je na obloze téměř celou noc. Proto bývá Orion zmiňován coby typický představitel zimní noční oblohy. Orion je poprvé pozorovatelný v srpnu, kdy je vidět krátce před svítáním; naposledy ho lze spatřit během dubna těsně po západu Slunce nad západním obzorem. Naopak v květnu, červnu a červenci není pozorovatelný vůbec.
Souhvězdí je proslulé díky mnoha nebeským objektům, které se v něm nacházejí. Jednak jde o několik asterismů, z nichž nejznámější je Orionův pás, jenž je tvořen trojicí jasných hvězd Alnitak, Alnilam a Mintaka, jednak je to Orionův komplex molekulových mračen, jehož součástí jsou významné objekty hlubokého vesmíru, především mlhoviny, Barnardova smyčka, Velká mlhovina v Orionu nebo mlhovina zvaná Koňská hlava. Orionem prochází Mléčná dráha a je po něm pojmenováno jedno ze dvou ramen naší Galaxie, jež pás Mléčné dráhy zahrnuje. Na vnitřní straně ramene Orionu, tj. blíže ke středu galaxie, se nachází Sluneční soustava.
Lidé pozorovali souhvězdí Oriona již od starověku. Podle řeckořímské mytologie, odkud pochází jeho jméno, představuje obrazec na nebi bájného lovce Oriona. Souhvězdí bylo známé už Egypťanům, kteří ho ztotožňovali se Sahou který později splynul s Usirem (řecky Osiridem). Trojici Alnitak, Alnilam a Mintaka Číňané nazývali Tři hvězdy a hvězda Rigel, byla v jejich pojednání součástí Nefritové studny. Pro hvězdy Betelgeuze a Bellatrix mají Inuité název Dva umístění daleko od sebe a hvězdy pásu pojmenovali Běžci.

## Původ jména

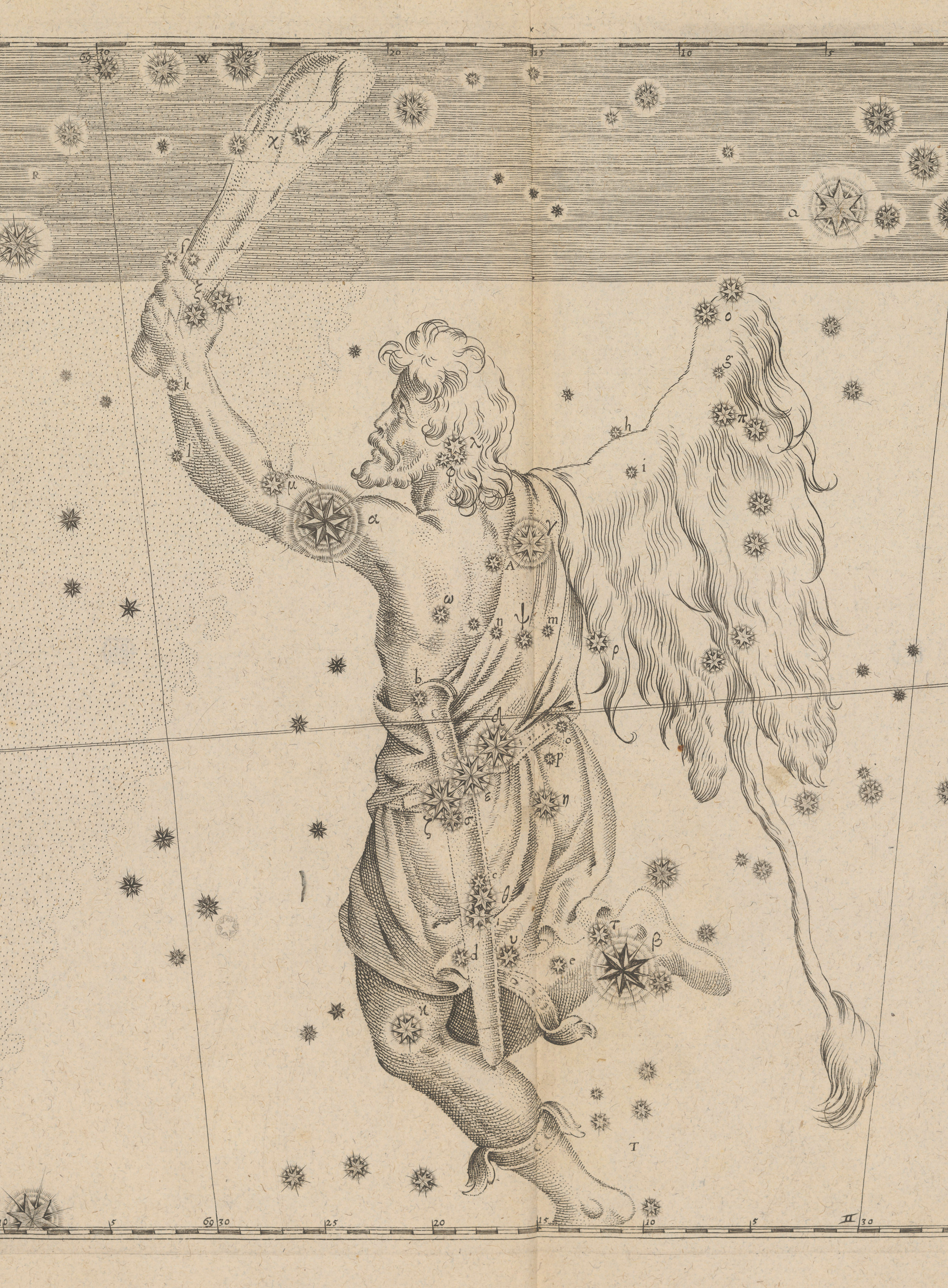
Orion na mapě v atlasu Uranometria

Souhvězdí představuje mytologického lovce Oriona, který byl synem Poseidóna, boha moří a vodního živlu, a lovkyně Euryaly, která patřila k družině bohyně lovu Artemis. Od svého otce dostal Orion schopnost kráčet po dně i těch nejhlubších moří, přičemž mu hlava vyčnívala nad hladinu. Kromě výšky vynikal i krásou. Podle některých zdrojů měl Orion tři otce: kromě Poseidóna ještě i vládce bohů Dia a třetím otcem byl buď Hermés, posel bohů, Áres, bůh války a nebo bůh Apollón. Antické báje se rozcházejí také v Orionově životě. Podle některých právě kvůli Orionovi vznikla hvězdokupa Plejády. Plejády byly mořské nymfy, které Orion pronásledoval tak dlouho, že je Zeus před Orionem proměnil v holubice a ukryl na noční oblohu, kde jsou však Orionem neustále pronásledovány.
O konci lovce Oriona a jeho přemístění na oblohu jsou báje rozdílné. Podle jedné verze svým chvástáním se urazil bohyni Héru, která na něj poslala obrovského štíra. Jeho bodnutí Orion podlehl, ale bohyně Artemis dosáhla toho, aby se Orion i se svými dvěma psy dostal na oblohu (jako Orion, Velký pes a Malý pes). Štír, který Oriona zahubil se také dostal na oblohu, ale aby se nemohli na obloze střetnout, umístili je bohové na opačné strany oblohy. Proto když se Štír dostane na oblohu, Orion se schová pod obzor. Podle jiné verze Oriona zastřelila samotná Artemis a nebo Apollón na Artemidinu žádost. Orionovu smrt si Artemis přála buď ze žárlivosti na Eos, bohyni červánků nebo ze strachu, že Orion ve své lovecké vášni vybije všechna zvířata. Podle této verze byl bohy na oblohu umístěn pro svoji zálibu ve hvězdách.

## Hvězdy
Souhvězdí Oriona je jedno z nejbohatších souhvězdí na jasné hvězdy. Dvě Orionovy hvězdy, Betelgeuze a Rigel, patří mezi deset nejjasnějších hvězd oblohy.

### Betelgeuze

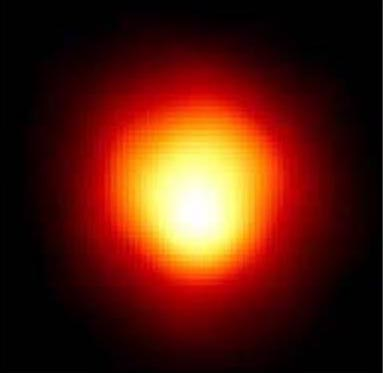
Hvězda Betelgeuse

Alfa Orionis (α) se jmenuje Betelgeuze. Název Betelgeuze pochází z arabského ibl al-džawzā, což v překladu znamená obrova ruka nebo podpaží. Jiné názvy jsou Betelgeuse, Betelgeux nebo Beteigeux. Betelgeuze je červený veleobr (spektrální třída M), tedy hvězda, která vyčerpává poslední zbytky svého paliva. V okamžiku, kdy palivo dojde, hvězda vybouchne jako supernova a poté se zbytek jejího jádra promění v černou díru. Ačkoliv je alfou Oriona, není jasnější než Rigel. Tuto chybu způsobil špatný odhad jasnosti Johanna Bayera, který ve svém díle Uranometria označoval hvězdy řeckými pímeny podle jejich hvězdné velikosti. Je to polopravidelná proměnná hvězda s periodou 5,8 roku.
Jasnost se pohybuje od 0,3 do 1,2 mag a svítivost je 24 000krát větší než svítivost Slunce. Od Slunce je vzdálená asi 427 světelných roků, což z Betelgeuze dělá nejbližšího červeného veleobra. Nápadná oranžovo-červená barva hvězdy, která je snadno pozorovatelná pouhým okem, svědčí o její nízké povrchové teplotě 3000 Kelvinů, což je asi 2730 °C. Její průměr se pohybuje od 730 do 1000 slunečních poloměrů. Pokud bychom Betelgeuze umístili do sluneční soustavy místo Slunce, sahal by její povrch až za dráhu Marsu. V roce 1995 se Hubbleovu vesmírnému dalekohledu podařilo zobrazit Betelgeuze jako disk. Byl to první obrázek disku hvězdy, nepočítáme-li Slunce. Na povrchu se ukázala bílá skvrna, jejíž teplota dosahuje 5000 K. Betelgeuze tvoří západní vrchol asterismu Zimní trojúhelník.

### Rigel

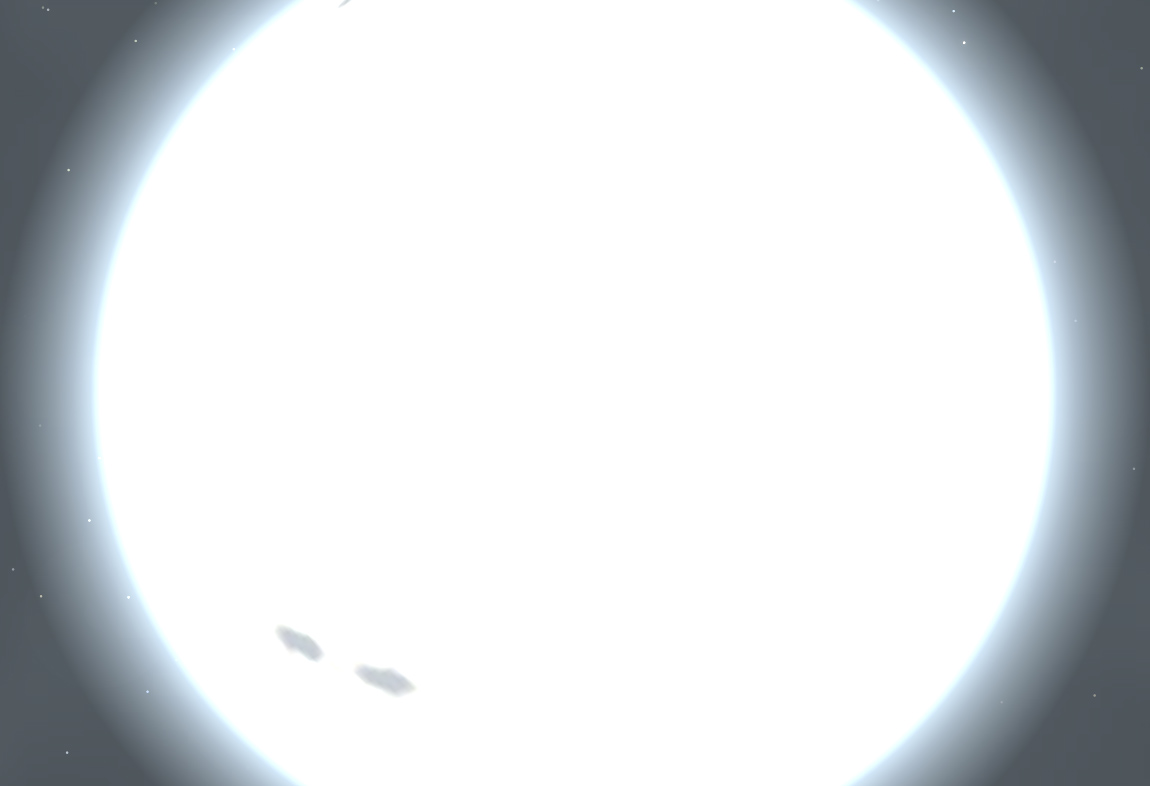
Umělecká představa Rigela, ze vzdálenosti 1 AU

Nejjasnější hvězdou v Orionu není jeho alfa, ale Beta Orionis (β Ori), která nese název Rigel. Jeho název pochází z arabského ridžl, což znamená noha. Rigel patří mezi nejjasnější hvězdy celé oblohy. Má jasnost 0,12 mag, což z něj dělá šestou nejjasnější hvězdu oblohy. Rigel je modrobílý nadobr spektrálního typu B. Modrobílá barva naznačuje, že jde o velmi horkou hvězdu. Její povrchová teplota je odhadována na 20 000 °C. Od Slunce je tato hvězda vzdálená asi 770 až 900 světelných roků. Září téměř jako 40 000 Sluncí. Rigel je součástí Zimního šestiúhelníku.

### Bellatrix, Heka a Saiph
Bellatrix je v Orionovi podle Bayerova označení gamou (γ Ori). Název nepochází z arabštiny, ale z latiny, kde slovo Bellatrix znamená bojovnice . Bellatrix je třetí nejjasnější hvězdou v Orionovi (má jasnost 1,64 mag) a dvacátou sedmou nejjasnější hvězdou oblohy. Patří do spektrálního typu B2, což znamená, že jde o modrobílého nadobra. Od Slunce je vzdálená asi 240 ly.
Další hvězdy, které dotvářejí základní Orionův obrazec jsou Heka (Meissa) a Saiph. Heka (Lambda Orionis/λ Ori) leží v severní části Oriona, téměř uprostřed mezi hvězdami Betelgeuze a Bellatrix, ale severněji nad jejich spojnicí. Jako většina hvězd v Orionu (s výjimkou Betelgeuze, která je červená) je Heka modrobílé barvy. Je vzdálená asi 1100 ly. Saiph (Kappa Orionis/ κ Ori) je hvězda spektrálního typu B (jde o modrobílého nadobra). Její jasnost je 2,07 mag a vzdálenost od Slunce je asi 720 ly.

### Orionův pás

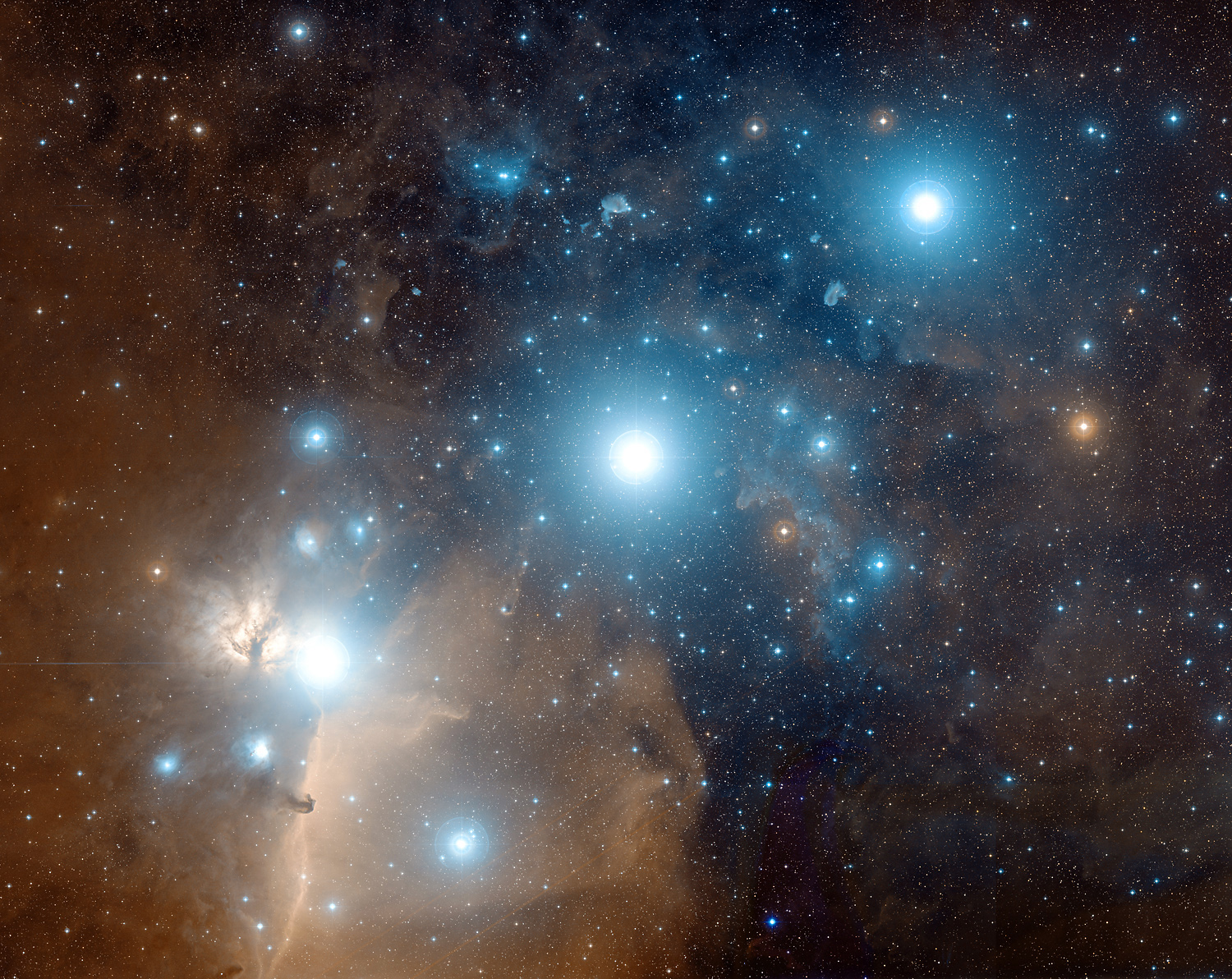
Hvězdy Orionova pásu: (zleva) Alnitak, Alnilam, Mintaka

Orionův pás je nápadný asterismus tří téměř stejně jasných hvězd. Pás se nachází těsně pod nebeským rovníkem a rozděluje Oriona na severní a jižní část.
Nejvýchodnější (první zleva) z trojice hvězd nese název Alnitak. V Bayerově označení nese název zeta Orionis (ζ Ori). Název Alnitak je z arabského al-nitáq, což znamená opasek. Alnitak je trojhvězda. Na obloze svítí jasností 1,71 mag. Hlavní hvězda je modrý nadobr spektrálního typu O9 vzdálený od Slunce asi 1260 ly. Prostřední hvězda pásu Alnilam je také modrý nadobr, který má jasnost 1,69 mag. Jeho vzdálenost od Slunce je asi 2000 ly. V arabštině znamená slovo al-nizám šňůra perel. Bayerovo označení je epsilon Orionis (ε Ori) a Flamsteedovo označení je 46 Orionis. Nejseverněji a nejzápadněji postavená hvězda pásu se jmenuje Mintaka, nebo také delta Orionis (δ Ori). Je to modrobílá hvězda (spektrální typ B). Ze všech tří hvězd má nejmenší jasnost (2,21 mag). Od Slunce je vzdálená přibližně 1200 ly.

Orientace na noční obloze pomocí Oriona

Pomocí Orionova pásu se dá snadno orientovat na noční obloze. Na severozápad od pásu je hvězda Aldebaran ze souhvězdí Býka. Na jihozápad je nejjasnější hvězda oblohy (nepočítáme-li Slunce) Sírius z Velkého psa.

### Orionův meč
Orionův meč je dalším asterismem v tomto souhvězdí. Jde o skupinu tří velmi slabých hvězd, podstatně slabších a navzájem bližších než Orionův pás. Ve skutečnosti jsou to dvě hvězdy. Třetí objekt, který vypadá jako zamlžená hvězda, je Velká mlhovina v Orionu, která je osvětlována soustavou čtyř hvězd, zvanou Trapéz (česky: Lichoběžník). Nejjasnější hvězdou v Orionově meči je Iota Orionis (ι Ori), která nese název Hatysa. Tato hvězda je spektrální klasifikace O, je to tedy modrý obr.
Za Orionův meč se, za předpokladu, že nebeský lovec drží meč v pravé ruce, někdy pokládají hvězdy, které jsou severně od Betelgeuze. V tomto případě zobrazuje skupina tří hvězd pod Orionovým pásem pochvu na meč.

### Vícenásobné hvězdy
Nejznámější vícenásobnou hvězdou v Orionovi je Rigel. Hlavní hvězdu Rigel A obíhá ve vzdálenosti 9,4“ hvězda Rigel B, který má jasnost 7 mag. Kolem Rigela B obíhá ve vzdálenosti 0,2“ Rigel C. Rigel je tedy trojhvězda. Obě slabší hvězdy však nejde spatřit pouhým okem ani dalekohledem, neboť je přezáří zářivost hlavní hvězdy (Rigel A).

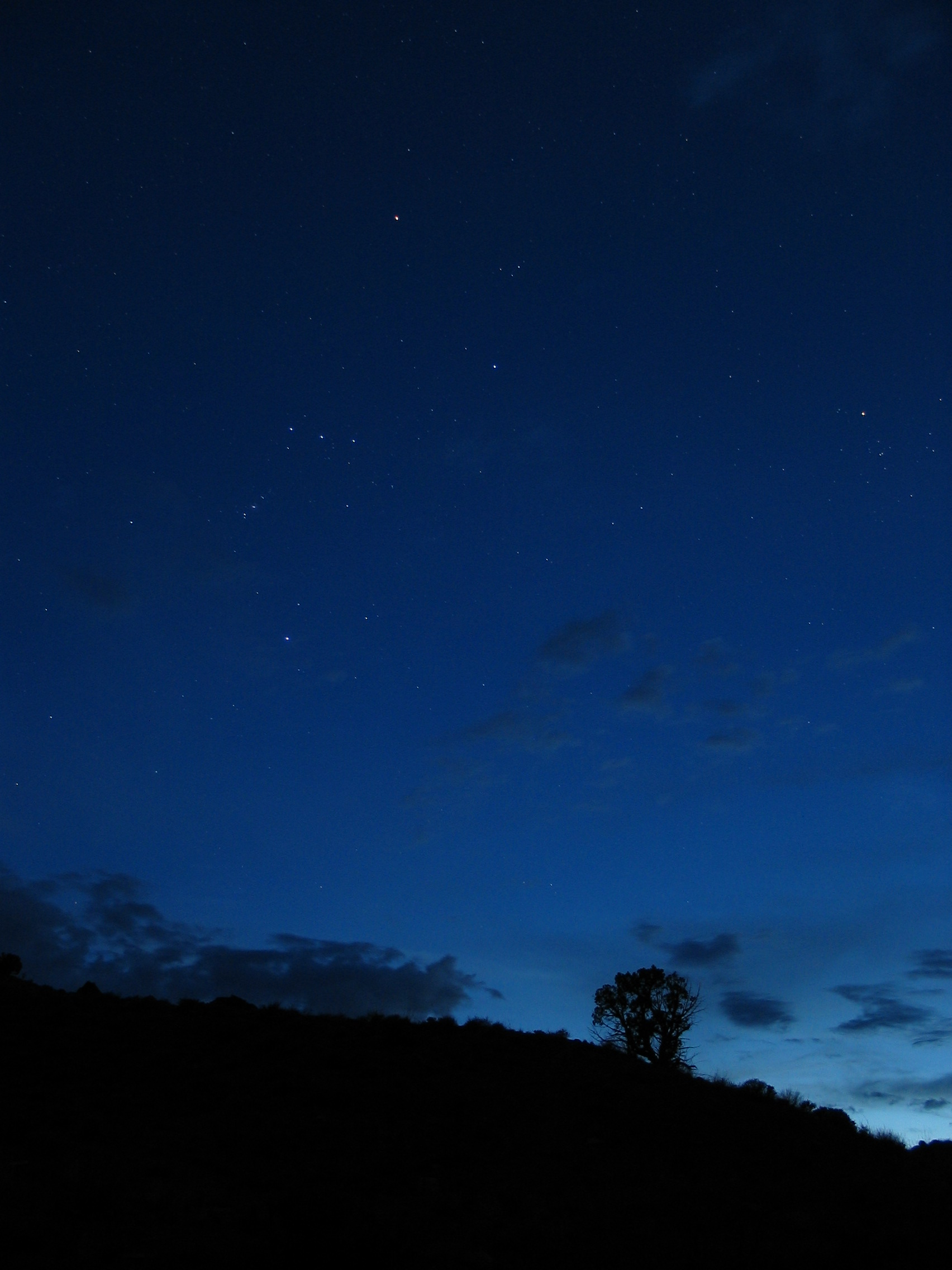
Orion na obloze

V blízkosti hvězdy Alnitak se nachází hvězda Sigma Orionis (σ Ori), která má jasnost 3 mag. Je to pětinásobná hvězda, jejíž čtyři složky jsou pozorovatelné dalekohledem s průměrem objektivu 8 cm. Dvě hlavní složky označené jako A a B tvoří jednu z nejhmotnějších známých dvojhvězd v Galaxii.

### Proměnné hvězdy
Kromě nejznámější proměnné hvězdy v Orionovi, Betelgeuze, jsou v souhvězdí ještě dvě červené proměnné hvězdy: U Orionis je proměnná hvězda typu Mira Ceti a její jasnost se mění od 4,8 do 12,6 mag s periodou 372 dnů. W Orionis je polopravidelná proměnná hvězda s periodou přibližně 212 dnů a se změnou jasnosti od 5,9 do 7,7 mag.

### Orionův obrazec
Orion patří k souhvězdím, které věrně představují postavu nebo zvíře, které zobrazují. Hlavu Oriona zobrazuje hvězda Heka. Orionova ramena tvoří Betelgeuze (pravé rameno) a Bellatrix (levé rameno). Orionův štít tvoří hvězdy skupina hvězd, které jsou označeny jako Pí Orionis (π Ori) - π1 Ori, π2 Ori, π3 Ori, π4 Ori, π5 Ori, π6 Ori. Pás Oriona tvoří hvězdy Alnitak, Alnilam a Mintaka. Nohy tvoří hvězdy Saiph (pravá noha) a Rigel (levá noha).

## Orionova asociace

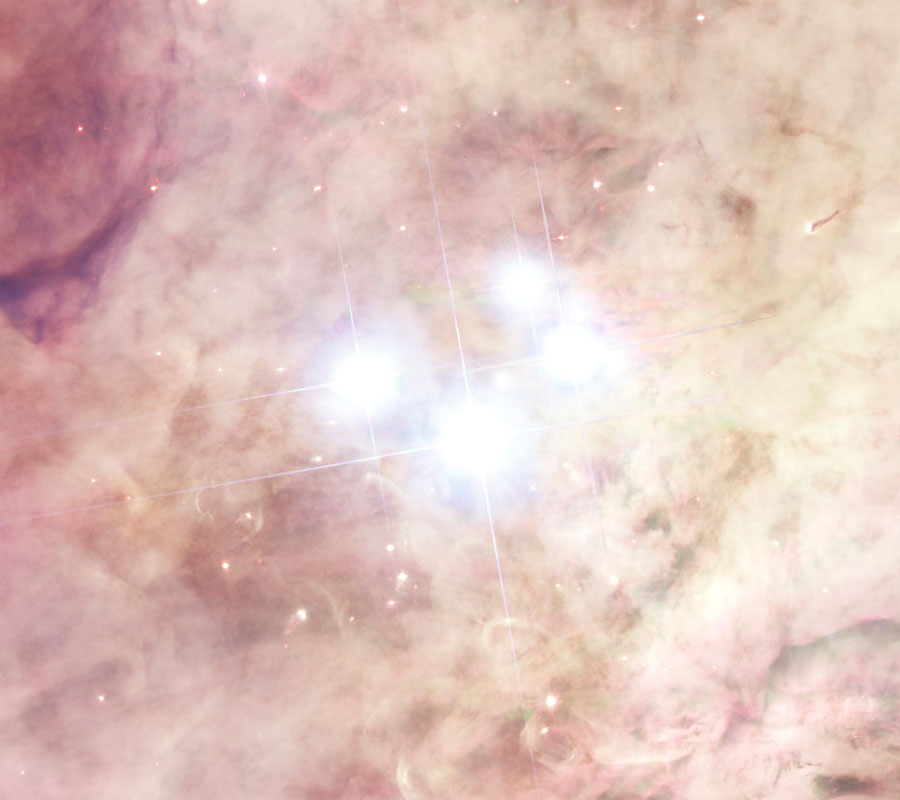
Trapéz - střed Orionovy asociace

Okolo hvězd Bellatrix a Alnilam jsou soustředěny dvě ze tří skupin hvězd, souhrnně nazvaných Orion OB1 (Orionova asociace, Ori OB1). Je to velká asociace hvězd spektrálních typů O a B, tedy mladých modrých a modrobílých hvězd. Do asociace patří více než 1000 hvězd. Orionova asociace je součástí tzv. Orionova komplexu, který kromě hvězd zahrnuje i velký soubor svítících mlhovin, temných mlhovin a molekulárních oblaků. Jádro celého komplexu tvoří Velká mlhovina v Orionu, ve které se nachází vícenásobná hvězda Trapéz (Lichoběžník). Okolo Trapézu je soustředěná třetí skupina hvězd Orionovy asociace.
Nejméně tři hvězdy asociace se pohybují tak vysokou rychlostí, že opustily hranice Oriona. V poměrně krátké době opustí nejen Orionovu asociaci, ale i celý Orionův komplex. Jsou to hvězdy AE Aurigae (která uniká rychlostí 130 km/s), 53 Arietis (s rychlostí 60 km/s) a Mí Columbae (130 km/s). Pohyb těchto tří hvězd byl urychlen při setkání s jinou asociací před 2–5 miliony let.

## Objekty

### Velká mlhovina v Orionu

Mlhovina v Orionu

Velká mlhovina v Orionu (známá také jako Messier 42, nebo NGC 1976) je pravděpodobně nejznámějším a nejčastěji pozorovaným i fotografovaným objektem tohoto souhvězdí. Ve skutečnosti je to jen nejjasnější a k nám bližší část obrovského molekulárního mraku, která pokrývá většinu Oriona. Kromě Velké mlhoviny patří do tohoto mraku i Koňská hlava, Plamenná mlhovina, Barnardova smyčka a mlhovina Messier 78. Celá komplex mlhovin v Orionu lze však uvidět pouze na snímcích s dlouhou expozicí.
Velká mlhovina v Orionovi je naší nejbližší emisní mlhovinou a nejbližší oblastí, ve které vznikají nové hvězdy. Její vzdálenost od Slunce je 1 500 světelných roků a má jasnost 4,0 mag. Má průměr 30 až 50 sv. roků. Je tvořena převážně ionizovaným vodíkem. K záření ji budí ultrafialové záření mladých hvězd, například Trapéz. I když jde o oblast zrodu nových hvězd, kromě mladých dospělých hvězd na hlavní posloupnosti, které jsou členy Orionovy asociace, jsou v ní ještě hvězdy v různých vývojových stádiích: temné mlhoviny, globule, protohvězdy, nedospělé hvězdy typu T Tauri, osamocené planety a jiné. Velmi mnoho protohvězd, tedy vznikajících hvězd, je obklopeno protoplanetárními disky, disky prachu a plynu, ze kterých se mohou tvořit planety. Počet mladých hvězd identifikovaných ve Velké mlhovině je větší než 150.
Asi 1 světelný rok za Velkou mlhovinou se nachází mlhovina s názvem Kleimann-Lowova mlhovina, která se někdy považuje za součást Velké mlhoviny v Orionovi a někdy jako samostatný objekt. Tato mlhovina je nejjasnějším infračerveným zdrojem tohoto komplexu a jeden z nejjasnějších infračervených zdrojů celé oblohy. Zářivost této mlhoviny je 100 000-násobkem zářivosti Slunce. V této mlhovině byla též pozorovaná první hvězda v infračerveném záření, která nese po objevitelích jméno Becklin-Neugebauerův objekt.

### Mlhovina Koňská hlava

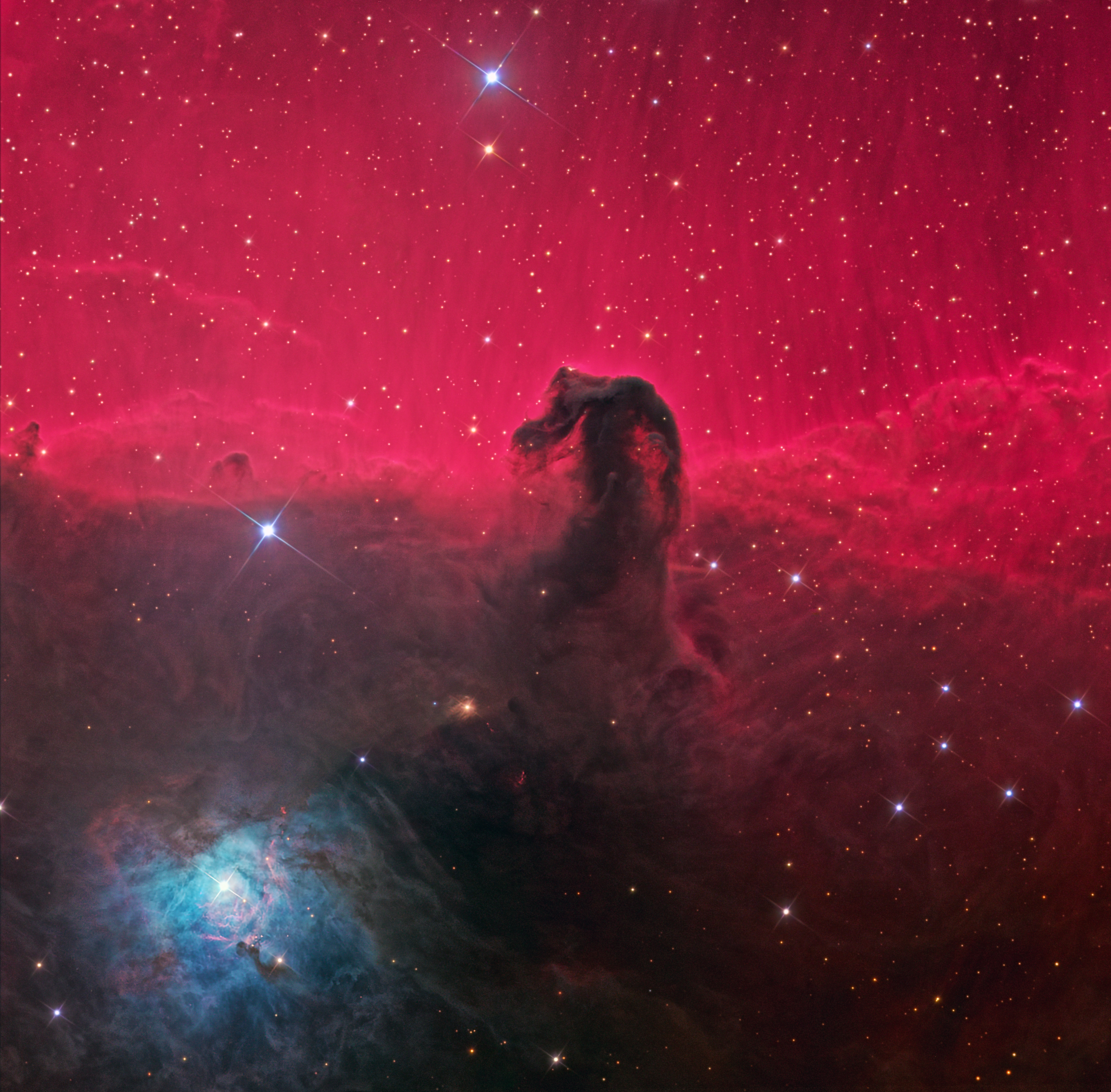
Mlhovina Koňská hlava

Od hvězdy Alnitak se táhne mlhavý pás IC 434 tvořící pozadí mlhoviny Koňská hlava. Je to pravděpodobně nejznámější temná mlhovina na obloze. Pozorovatelná je jen velkým hvězdářským dalekohledem s mimořádně velkou světelností a pouze v oblastech, kde pozorování neruší světelné znečištění. Mlhovina Koňská hlava je mimořádně husté, tmavé a studené mračno prachu a plynu, které se promítá na emisní mlhovinu IC 434, která je od Země dále než Koňská hlava. Tvar koňské hlavy je vymodelovaný z husté mezihvězdné hmoty zářením hvězdy Sigma Orionis. Koňská hlava je součástí obrovského molekulárního mračna v Orionovi, a jako většina mlhovin v Orionovi je od nás vzdálená asi 1 500 světelných roků.
Několikahodinové expozice za pomocí filtrů ukazují v okolí Koňské hlavy mnoho dalších, ale slaběji zářících oblastí ionizovaného vodíku. Přibližně v 90° úhlu od Koňské hlavy se nachází další emisní mlhovina zvaná mlhovina Plamínek.

### Messier 43 a NGC 1977

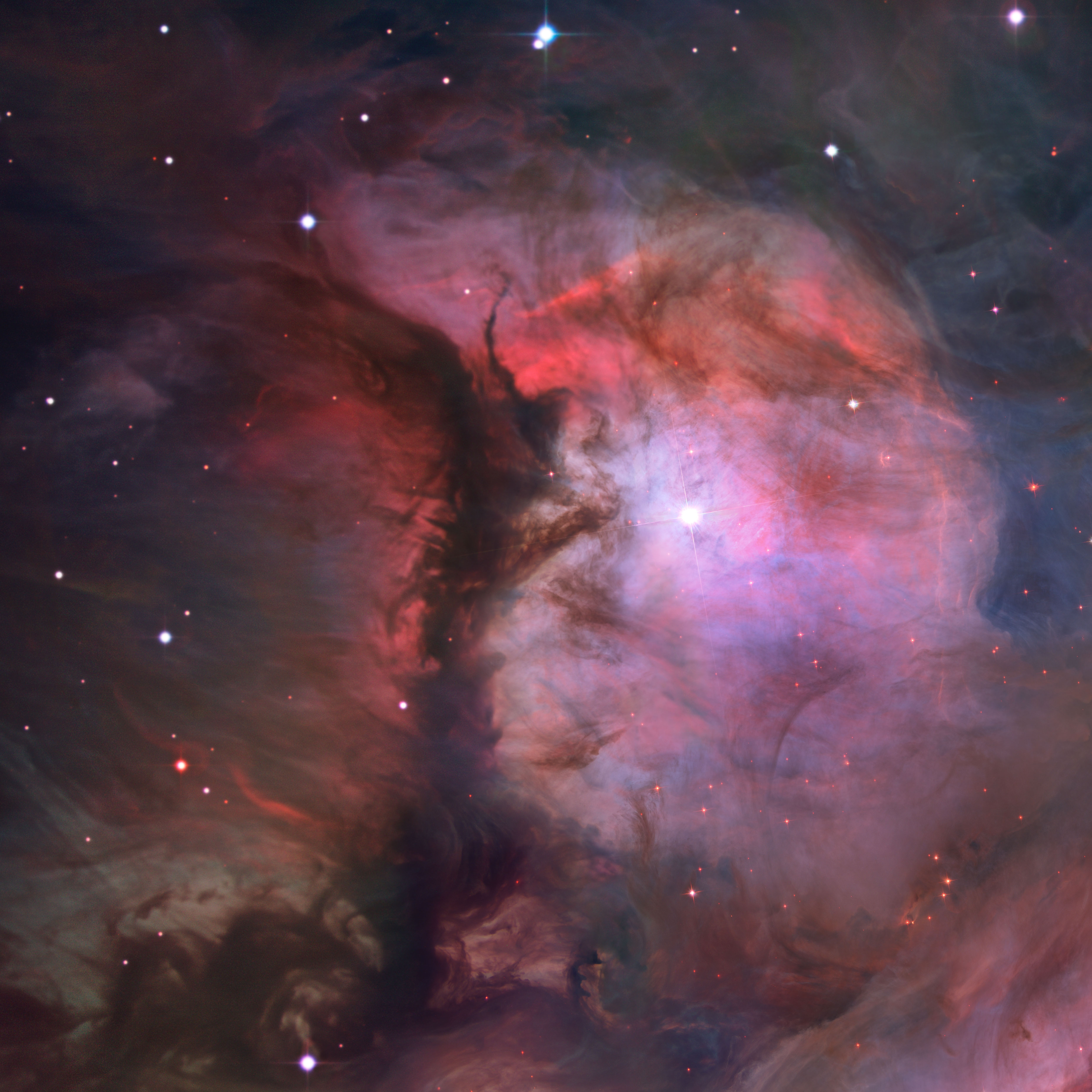
Messier 43

Messier 43 (také De Mairanova mlhovina) je emisní mlhovina, která je součástí Velké mlhoviny v Orionu. Na obloze se zdá, že M 43 a M 44 jsou dva samostatné objekty. Tmavá část mezi M43 a M44 je temná mlhovina, která se nazývá Rybí tlama.
Severně od M 43 se nachází reflexní mlhovina NGC 1977, která je součástí seskupení reflexních mlhovin, mezi které patří i NGC 1975 a NGC 1973. Skupina mlhovin je někdy nazývána Běžec. Všechny tyto mlhoviny patří do molekulového mraku, který se táhne celým Orionem.

### Barnardova smyčka

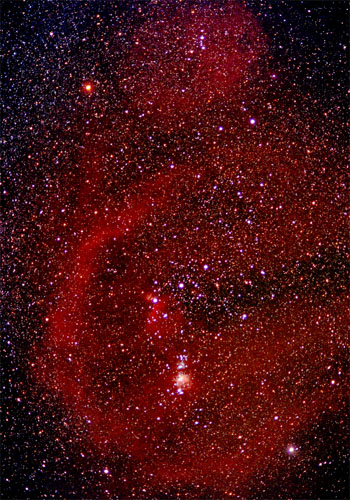
Barnardova smyčka - červená mlhovina na pozadí Orionova obrazce

Celé souhvězdí obepíná mohutná, rozepínající se kulová vrstva emisního vodíku, která je známá jako Barnardova smyčka, případně Barnardův prsten. Objevil ji roku 1895 E. E. Barnard na snímku s dlouhou expozicí. Tvoří ji ionizovaný plyn, který je vytlačován žhavými hvězdami Orionovy asociace, hlavně Trapézem. Její původ není dodnes uspokojivě vysvětlen. Pravděpodobně patří do rozsáhlého komplexu mlhovin, ze kterého se hvězdy asociace zrodily. Úhlový průměr Barnardovy smyčky je asi 10°, což odpovídá velikosti asi 20 měsíčních disků. Skutečný průměr mlhoviny je 280 ly a její vzdálenost od Slunce je asi 1600 ly. Její stáří je podobné věku celé asociace. Odhaduje se zhruba na 3 miliony roků.

### Reflexní mlhoviny
Reflexní mlhoviny nezáří vlastním světlem, jen odrážejí světlo blízkých hvězd. Na rozdíl od růžově až červeně svítících emisních mlhovin mívají reflexní mlhoviny různé odstíny modré barvy.
V blízkosti Koňské hlavy leží reflexní mlhovina NGC 2023. Mezi další mlhoviny, které jsou součástí Orionova komplexu, patří modrá reflexní mlhovina Messier 78. Leží asi 2,5° severovýchodně od hvězdy Alnitak. Má jasnost 8 mag. Severovýchodně od M 78 leží mlhovina NGC 2071. V blízkosti této mlhoviny objevil amatérský astronom Jay McNeil další mlhovinu, která nebyla na snímcích před zářím 2003 vůbec viditelná. Mlhovina obklopuje novou hvězdu a dostala název McNeilova mlhovina.

### Emisní mlhoviny

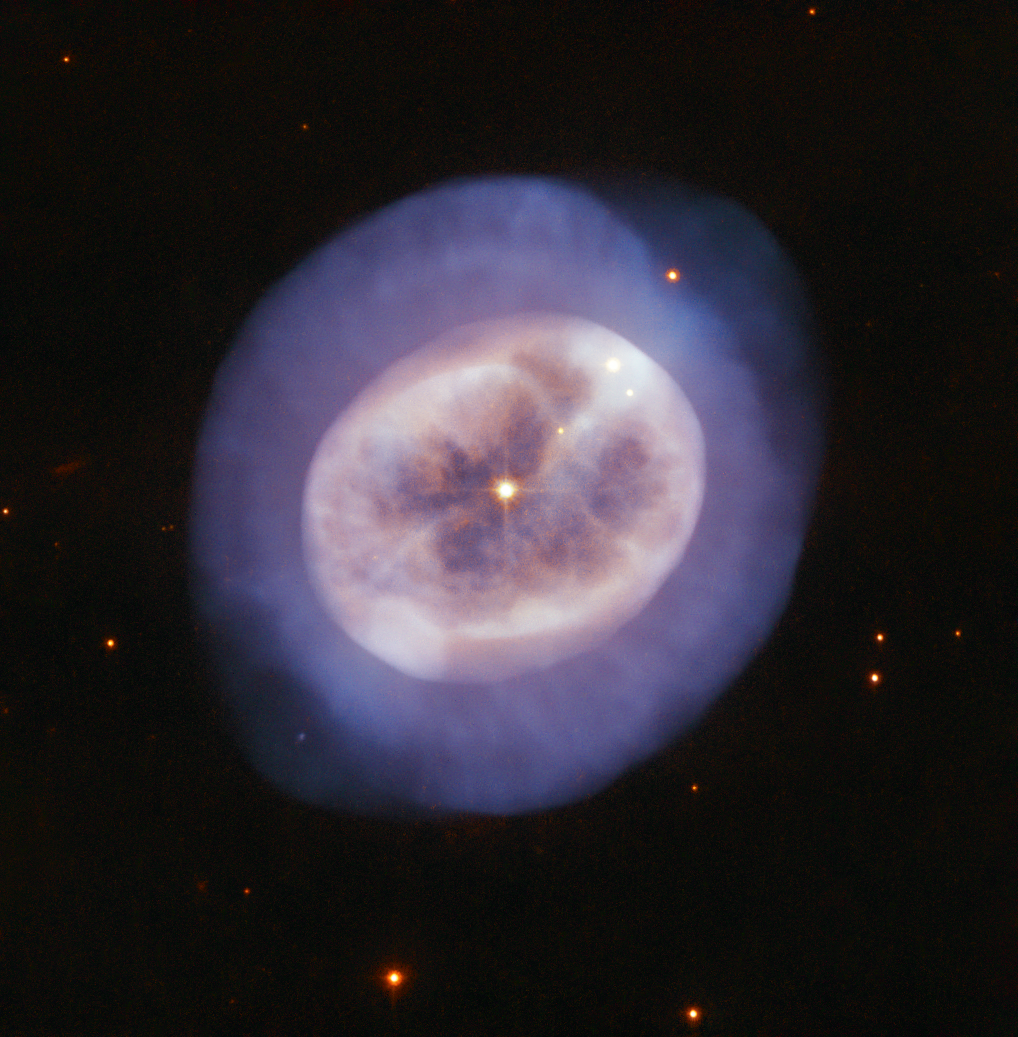
Planetární mlhovina NGC 2022

Emisní mlhoviny jsou tvořeny horkým ionizovaným plynem (plazmatem). Mezi základní druhy patří oblasti HII vzniklé ionizací mračen vodíku blízkou hvězdou, planetární mlhoviny tvořené plynovým obalem odhozeným zanikajícím červeným obrem a pozůstatky supernov. Nejvýznamnějšími oblastmi HII v souhvězdí Orionu jsou víše popsané Messier 42 (Velká mlhovina v Orionu) a Messier 43 (De Mairanova mlhovina). Bernardova smyčka (Sh 2-276) je pravděpodobně pozůstatkem zaniklé supernovy. Kromě nich se v tomto souhvězdí nacházejí také další, méně významné, emisní mlhoviny. Do kategorie oblastí HII spadají především mlhovina Plamínek (NGC 2024) nacházející se vedle hvězdy Alnitak a mlhovina Opičí hlava (NGC 2174), která se nachází v blízkosti "Orionova kyje" na hranici mezi souhvězdími Orionu a Blíženců. Nedaleko ní lze pozorovat také komplex několika slabých emisních mlhovin kulového tvaru z nichž nejvýraznější je IC 2162. V Orionu se nachází pouze jedna významnější planetární mlhovina a to NGC 2022 na spojnici mezi hvězdami Betelgeuze a Meissa.

### Otevřené hvězdokupy
Severně od komplexu mlhovin v okolí Velké mlhoviny se nachází jasná otevřená hvězdokupa NGC 1981, která v triedru vypadá jako velký rozptýlený shluk hvězd. Celková jasnost hvězdokupy je 4,59 mag a její nejjasnější hvězda má jasnost 6 mag. Hvězdokupa NGC 2169 (jasnost 5,9) v severní části souhvězdí se vyznačuje tím, že svým tvarem připomíná číslo 37. Průměr této kosmické třicet sedmičky je v porovnání s jinými hvězdokupami malý, jen 7 světelných roků a nachází se 3 600 světelných roků od sluneční soustavy. její hvězdy jsou poměrně mladé, asi 8 milionů let. NGC 2112 je otevřená hvězdokupa, která má jasnost 9 mag a obsahuje asi 90 hvězd. V severovýchodní části souhvězdí se nachází hvězdokupa NGC 2194, kterou tvoří asi 100 hvězd 10 až 12 magnitudy.

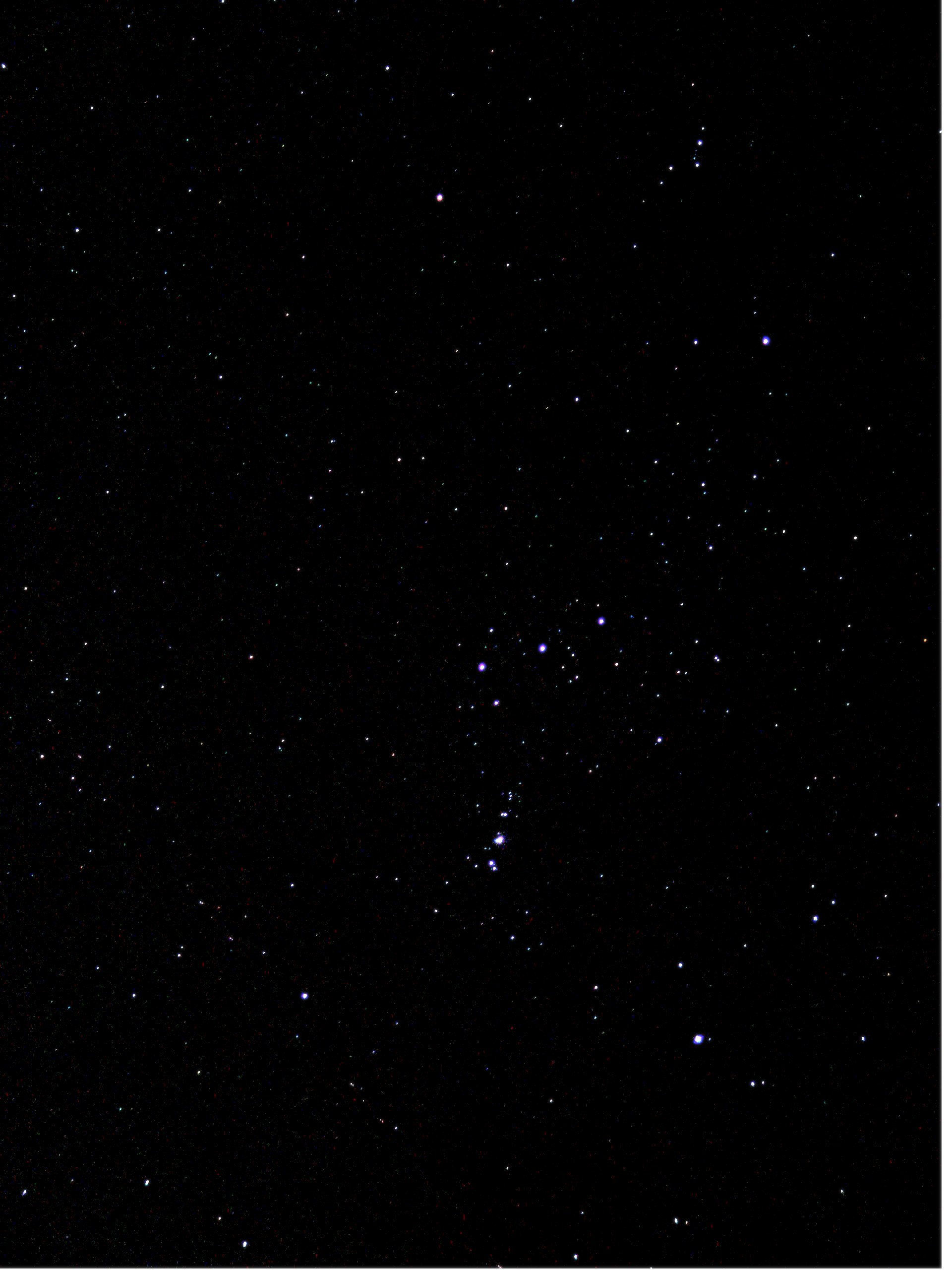
Orion na noční obloze

## Orionidy
V blízkosti Orionovy ruky se nachází radiant meteorického roje Orionid. Způsobuje ho proud meteoroidů, který po sobě zanechala Halleyova kometa. Tímto proudem Země prochází od 16. do 26. října. Maximum roje nastává 21. října. Radiant roje se nachází poblíž hvězdy Chí Orionis, ale pozvolna se posouvá na východ, směrem do souhvězdí Blíženců. Zenitová frekvence roje je okolo 30 meteorů za hodinu s jejich průměrná jasnost je kolem 3 magnitudy. Do atmosféry vstupují rychlostí 60 km/s.

## Poloha
Orion patří, podobně jako Velký vůz, k základním orientačním obrazcům na obloze. To znamená, že je velmi jasné a výrazné, a těžko si ho jde splést s jiným souhvězdím a slouží jako odrazový bod na obloze při hledání méně výrazných souhvězdí. Dá se najít ale i pomocí Velké medvědice, prodloužením spojnice hvězd Megrez a Phecda.
Díky poloze na nebeském rovníku je možné pozorovat Oriona prakticky všude na Zemi, i když v oblasti blízkých severnímu pólu se jižní část nikdy nedostane nad obzor a podobně v oblastech kolem jižního pólu zůstane severní část zakryta. Na severním pólu je Orion nad obzorem jen od pasu nahoru, takže hvězdy Betelgeuze, Heka a Bellatrix jsou trvale nad obzorem a nikdy nezapadají, zatímco Orionův pás, Saiph a Rigel se nikdy nad obzor nedostanou.
Ačkoliv patří mezi zimní souhvězdí, tak v České republice je pozorovatelný již koncem července a začátkem srpna, kdy jeho hvězdy vycházejí krátce před rozbřeskem. Nejlepší podmínky pro pozorování nastávají v prosinci a lednu, kdy je nad obzorem po celou noc. Období viditelnosti končí v dubnu, kdy zapadá krátce po západu Slunce.

## Orion v kultuře

Logo STS-35

- Výrazný obrazec Oriona se vyskytuje i v emblémech tří misí raketoplánů. Jsou to mise Challenger STS-51-F, jejímž cílem bylo vynešení stanice Spacelab 2, Columbia STS-35 a Endeavour STS-113. NASA pojmenovala po tomto souhvězdí vesmírné plavidlo, které má nahradit již dosluhující raketoplány.
- Stejnojmenný název nese také instrumentální skladba americké skupiny Metallica z alba Master of Puppets. Tato píseň hrála také na pohřbu baskytaristy Cliffa Burtona.
- Orion se objevuje v názvu českého rádia. Hitradio Orion je regionální rádio, s vysíláním v Moravskoslezském kraji.
- Orion si zvolila do názvu i americká filmová produkční společnost Orion Pictures, souhvězdí vystupuje i v úvodu její filmové znělky.
- Zápletka sci-fi komedie Muži v černém (1997) se točí okolo snahy nebezpečné mimozemské bytosti získat tajemný zdroj energie, kterým má být "galaxie v Orionově pásu".
- Orion je zmíněn ve sci-fi románu Levá ruka tmy americké spisovatelky Ursuly K. Le Guinové.[14]